# كات غرينليف
كات غرينليف (بالإنجليزية: Cat Greenleaf)‏ هي مقدمة تلفزيونية وممثلة أمريكية، ولدت في 13 مارس 1972 في بروكلين في الولايات المتحدة.

## وصلات خارجية
- كات غرينليف على موقع IMDb (الإنجليزية)
- كات غرينليف على موقع قاعدة بيانات الفيلم (الإنجليزية)